# Schloss Châteaubriant

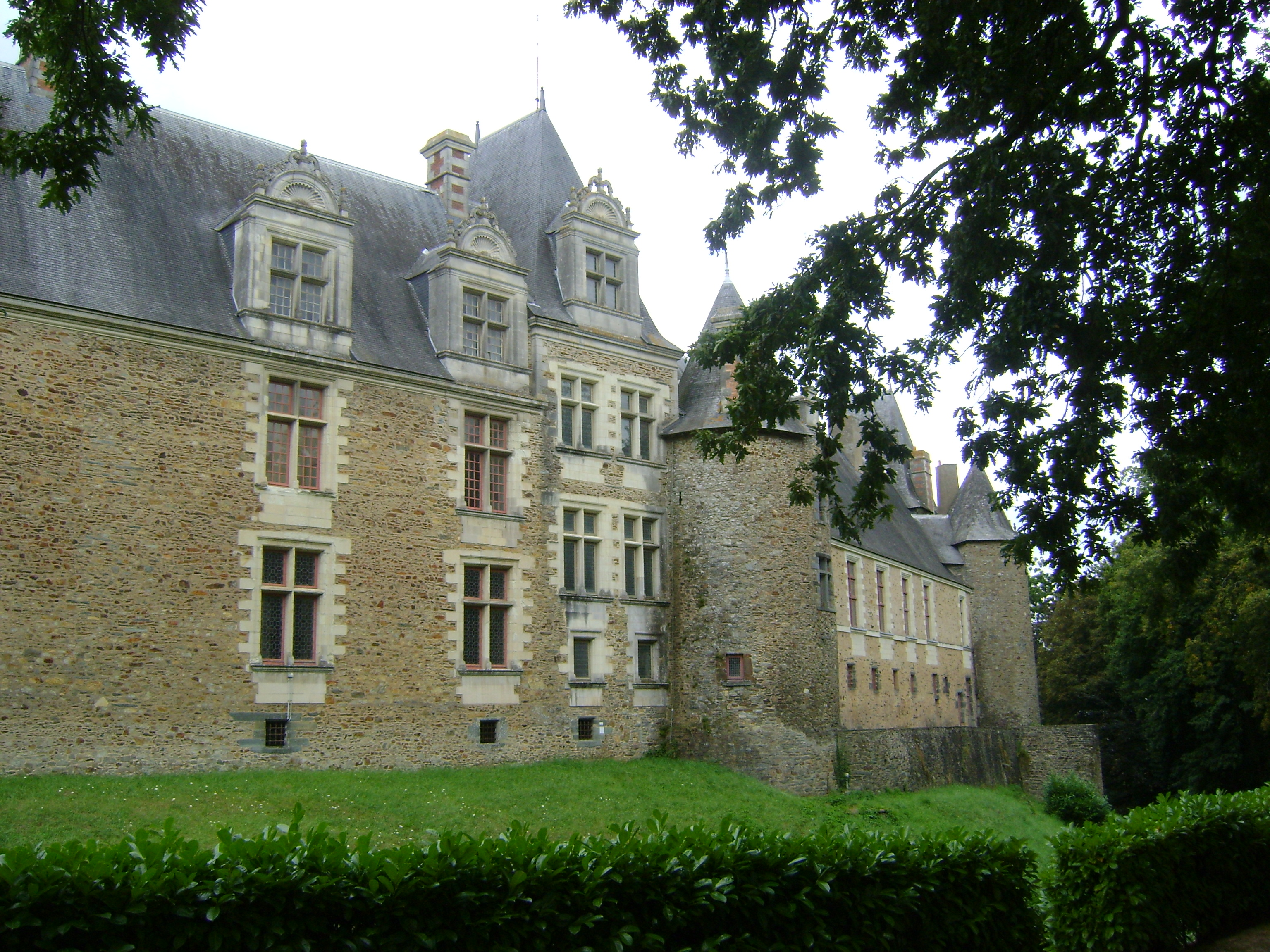
Die Renaissance-Fassade am Burggraben

Das Schloss Châteaubriant ist eine aus dem Mittelalter stammende Burg, die während der Renaissance zum Schloss umgebaut wurde. Es liegt in der Gemeinde Châteaubriant im französischen Département Loire-Atlantique. Die ursprüngliche Burg wurde im 11. Jahrhundert an der Ostgrenze der Bretagne gegründet und diente, wie die Festungen in Vitré, Fougères, Ancenis und Clisson, der Verteidigung des Herzogtums gegen Anjou und das Königreich Frankreich.
Die Burg wurde im Laufe des Mittelalters mehrmals umgebaut und die Stadt Châteaubriant entwickelte sich an ihrer Seite. Während der Guerre folle s wurde die Burg nach einer Belagerung von den Franzosen eingenommen. Der Bergfried und die teilweise zerstörten Säle wurden im Flamboyant-Stil renoviert. Im 16. Jahrhundert erhielt das Schloss schließlich sein endgültiges Aussehen, als der neue Renaissance-Palast an die mittelalterliche Ringmauer angebaut wurde.
Nach der Französischen Revolution wurde das Schloss mehrfach verkauft und geteilt und schließlich in ein Verwaltungszentrum umgewandelt, in dem sich der Sitz der Unterpräfektur, ein Gericht und eine Polizeistation befanden. Alle diese Einrichtungen wurden nach 1970 geschlossen, heute ist das Schloss teilweise für Besucher geöffnet.

## Standort
Das Schloss liegt zwischen der Eisenbahnlinie von Châteaubriant nach Rennes im Osten und dem alten Stadtzentrum im Westen. Im Norden grenzt es an den Fluss Chère, der einen natürlichen Graben bildet, und im Süden an einen großen Platz, die Place Charles-de-Gaulle.
Die Chère wird durch einen mittelalterlichen Damm gestaut und bildet einen Teich, den Étang de la Torche. Der Damm dient als Brücke und war ursprünglich ein Zugang zur ummauerten Stadt. Ein Bach, der Rollard, bildete ebenfalls einen Graben an der Westseite der Burg. Er wurde im 19. Jahrhundert zugeschüttet und fließt heute unter dem Stadtzentrum.
Der Untergrund von Châteaubriant besteht aus Sedimentgestein (Schiefer und Sandstein), das zum Armorikanischen Massiv gehört. Diese Gesteine bilden Falten und Aufschlüsse. Das Schloss ist auf einer Landzunge erbaut, die im Norden, wo die Chère fließt, steil, im Süden hingegen terrassenförmig abfällt.

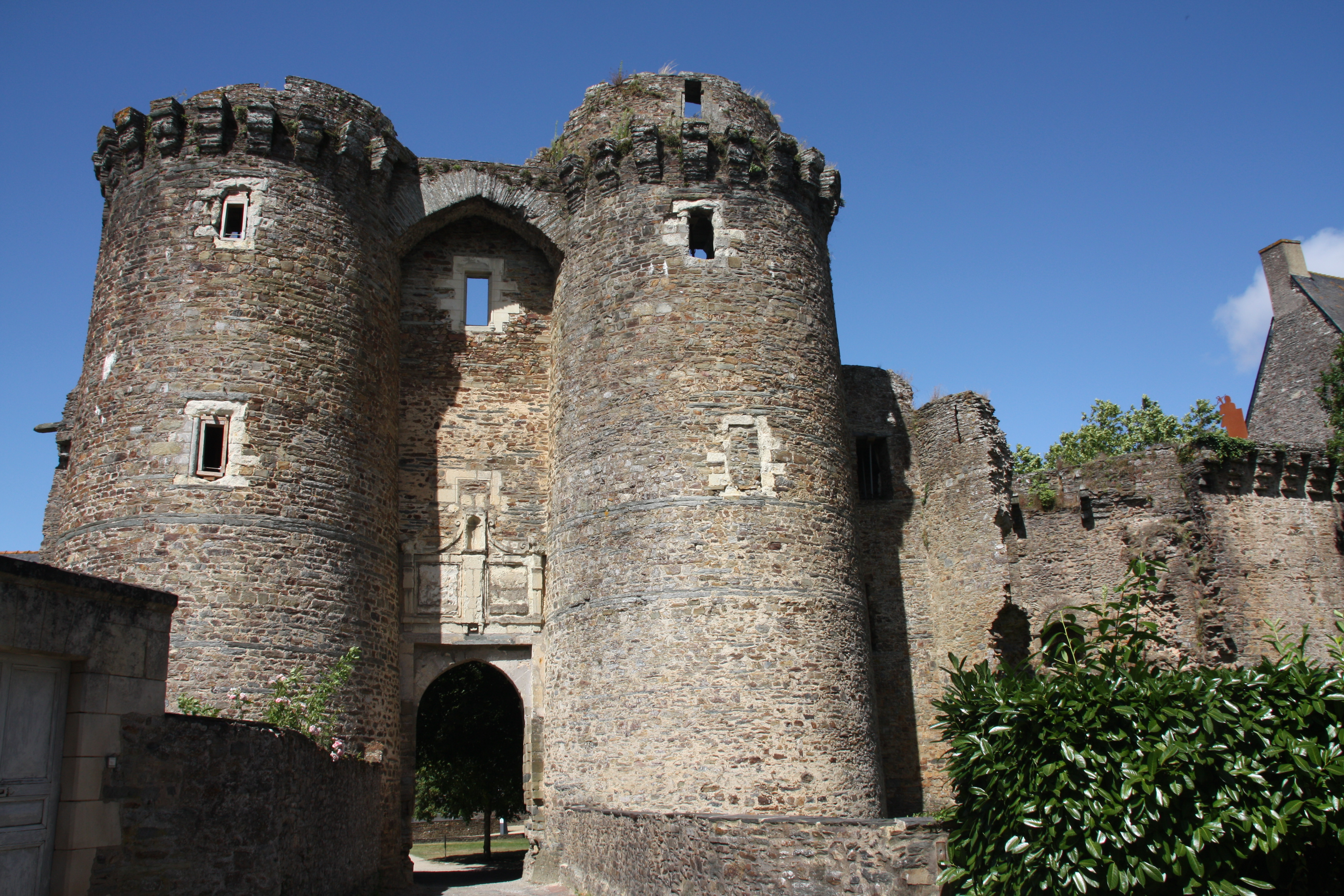
Das obere Torhaus aus dem 13. Jahrhundert

## Geschichte

### Mittelalter
Die Burg wird erstmals zwischen 1030 und 1042 erwähnt. Sie wurde zunächst von Brient, einem Gesandten des Grafen von Rennes, errichtet, um einen Vorposten im Pays de la Mée zu schaffen. Diese Region um Châteaubriant war damals eine Pufferzone zwischen den Grafschaften Rennes, Nantes und Angers, aber auch ein Ort des Handels. Der Markt von Béré wurde zum Beispiel 1049 in einem Vorort der Stadt gegründet. Brient ist auch für den Bau der Kirche und des Priorats von Béré verantwortlich, zwei wichtige Wahrzeichen des mittelalterlichen Châteaubriant.
Die erste Burg war eine hölzerne Motte. Sie beherrschte den Fluss Chère und den Rollard und hatte zwei konzentrische Gräben. Der eine war trocken, der andere mit Wasser gefüllt. Außerdem besaß sie einen großen quadratischen Bergfried, der um 1100 aus Stein errichtet wurde. Im 12. Jahrhundert wurden zwei Säle und eine Kapelle hinzugefügt, wobei letztere erst im 13. Jahrhundert fertiggestellt wurden. Im gleichen Zeitraum entwickelte sich Châteaubriant zu einer Stadt am Ufer des Rollard. Die Stadtmauern wurden zwischen dem 13. und dem 15. Jahrhundert errichtet.

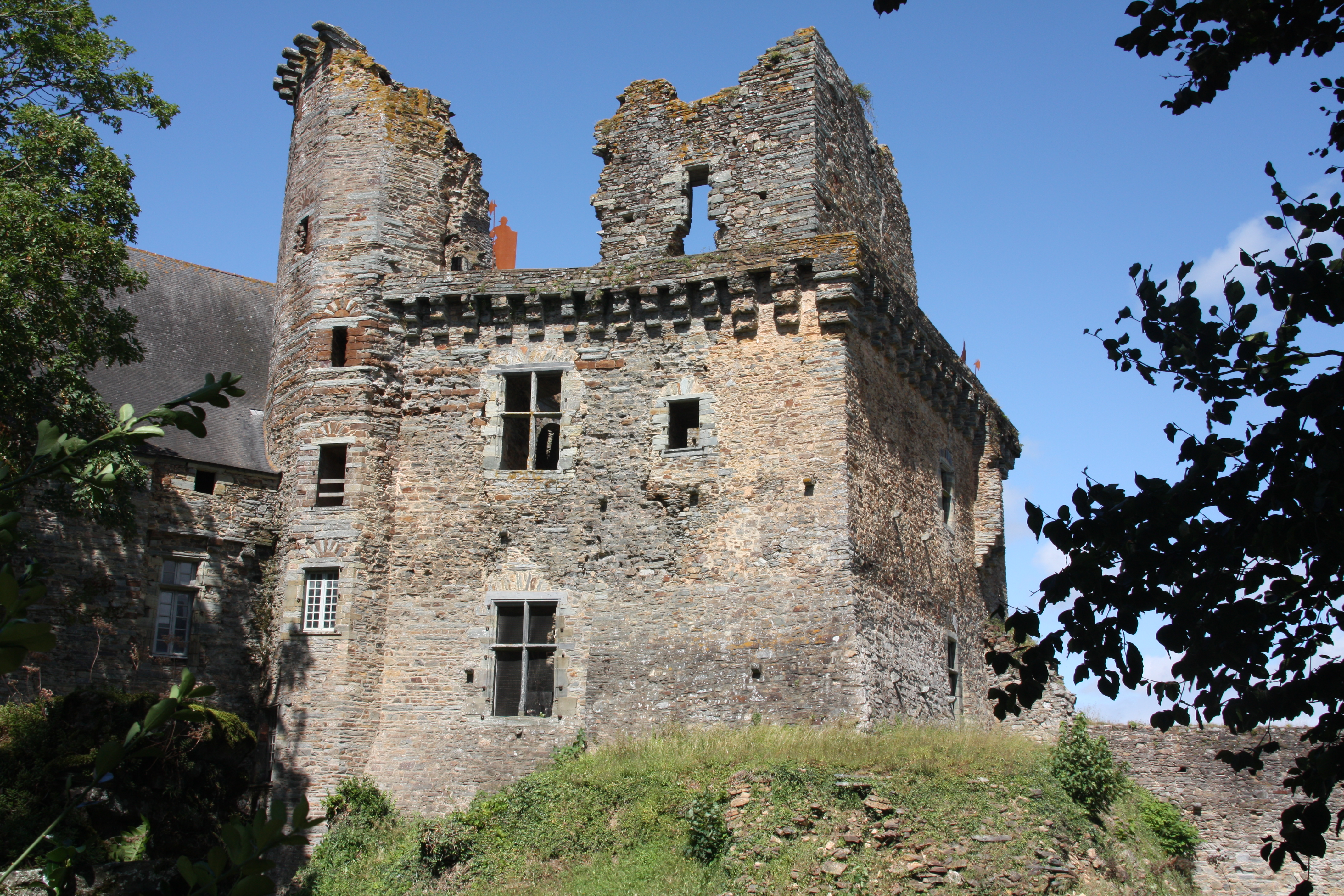
Der Bergfried nach der Guerre folle

Das obere Torhaus, die Kurtine und die meisten Türme wurden im 13. Jahrhundert errichtet. Zum Torhaus gehören noch die beiden Türme, die ursprünglich 25 Meter hoch waren. Die Säle und der Bergfried wurden im 14. Jahrhundert umgebaut, und das untere Torhaus wurde vor 1400 fertiggestellt.
Das frühe Haus Châteaubriant, dessen Gründer Brient war, starb 1383 aus. Die Baronie Châteaubriant wurde daraufhin vom Haus Dinan, einem anderen bretonischen Adelsgeschlecht, geerbt. Die Dinan blieben 1444 ohne männliche Nachkommen, 1486 stellte sich die Baronin von Châteaubriant, Françoise de Dinan, die letzte ihrer Familie, gegen Herzog Franz II. von Bretagne. Sie bereitete den „Vertrag von Châteaubriant“ vor, mit dem die bretonischen Barone den französischen König aufforderten, einen internen bretonischen Streit zu schlichten. Dieser Vertrag, der die Autorität von Franz II. untergrub, war einer der Gründe für die Guerre folle und zeigte die Schwäche des Herzogtums Bretagne als politische Einheit auf. Die Bretagne und Frankreich zogen in den Krieg, die bretonischen Burgen wurden nacheinander von den Franzosen eingenommen. Châteaubriant wurde 1488 belagert und musste nach einer Woche kapitulieren.
Nach dem Ende des Krieges ließ Françoise de Dinan die Burg restaurieren und ausbauen. Da die alten Mauern den neuen militärischen Anforderungen nicht mehr genügten, wurde eine Bastion errichtet. Der Bergfried und die Säle, die ebenfalls ihre Verteidigungsfähigkeit verloren hatten, wurden durch große Fenster geöffnet. Im Inneren ließ die Baronin neue Kamine im Flamboyant-Stil errichten.

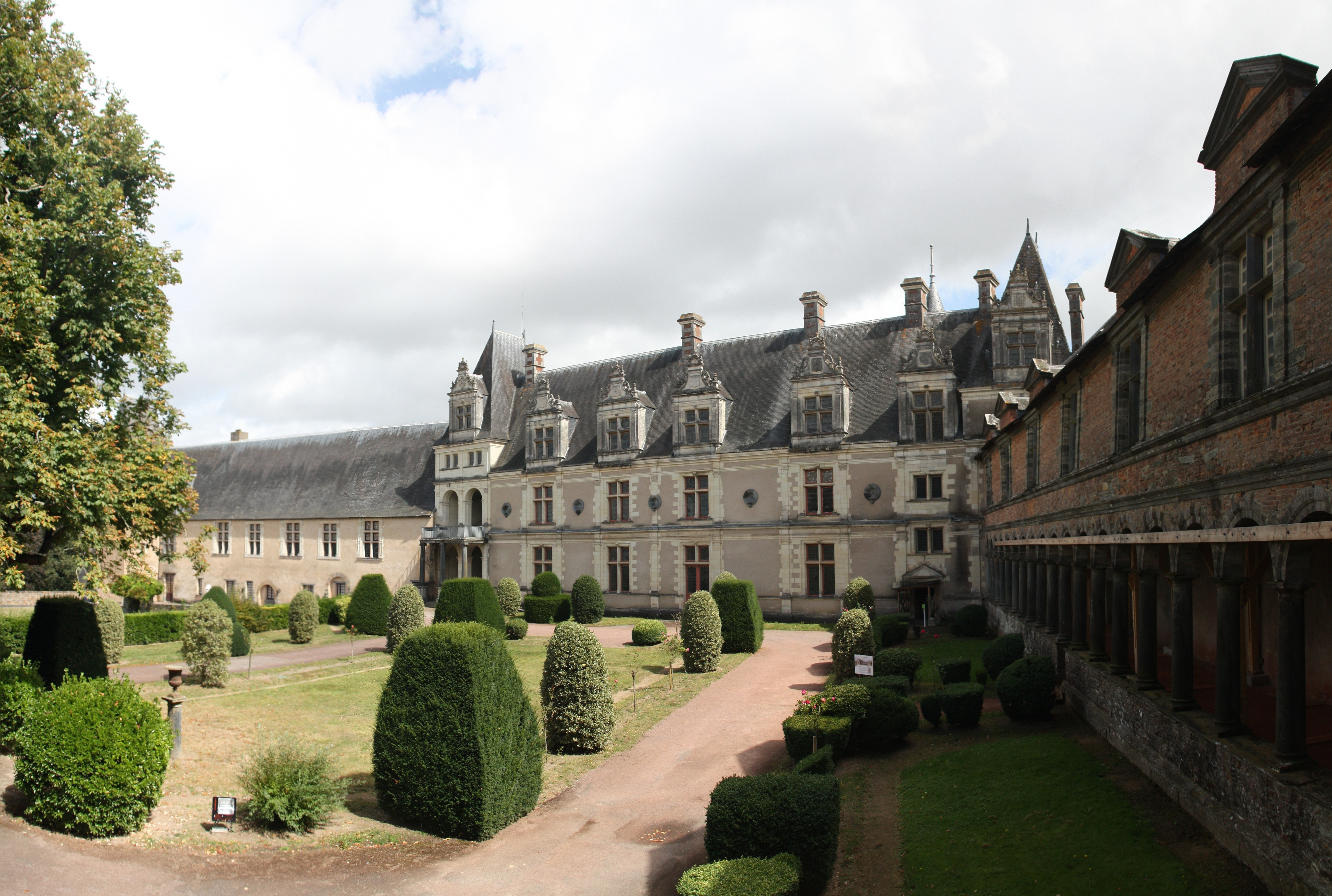
Der Renaissancepalast; von links nach rechts: der Bâtiment des Gardes, der Jean-de-Laval-Flügel und die Galerie

## Renaissance
Die Verbesserungen am Bergfried und an den Sälen genügten Françoise de Dinan nicht, die sich eine mondäne Residenz wünschte. Sie ließ einen neuen Palast im unteren Burghof errichten. Dieser Palast wird seit der Französischen Revolution Bâtiment des Gardes genannt, da er damals von der Garde nationale genutzt wurde. Die neue Residenz wurde zu Beginn des 16. Jahrhunderts, nach dem Tod von Françoise, fertiggestellt. Zu dieser Zeit gehörte Châteaubriant Jean de Laval, ihrem Enkel und Mitglied des Hauses Montfort-Laval.
Jean de Laval war jedoch mit dem neuen Schloss, einem nüchternen Gebäude im Stil der Ersten Renaissance, nicht zufrieden. Er gab einen neuen Flügel in Auftrag, der um 1530 im italienischen Stil errichtet wurde und typisch für die Zweite Renaissance war. Jean de Laval ist auch für die lange Galerie verantwortlich, die im Winkel zu dem Palast steht.
Jean de Laval starb 1543 ohne Erben und übergab seine Besitztümer und Titel dem Connétable von Frankreich Anne de Montmorency, einem der mächtigsten Herren der damaligen Zeit. Der Connétable vollendete die von Jean de Laval begonnenen Arbeiten, ließ sich jedoch im Schloss Écouen in der Nähe von Paris nieder.

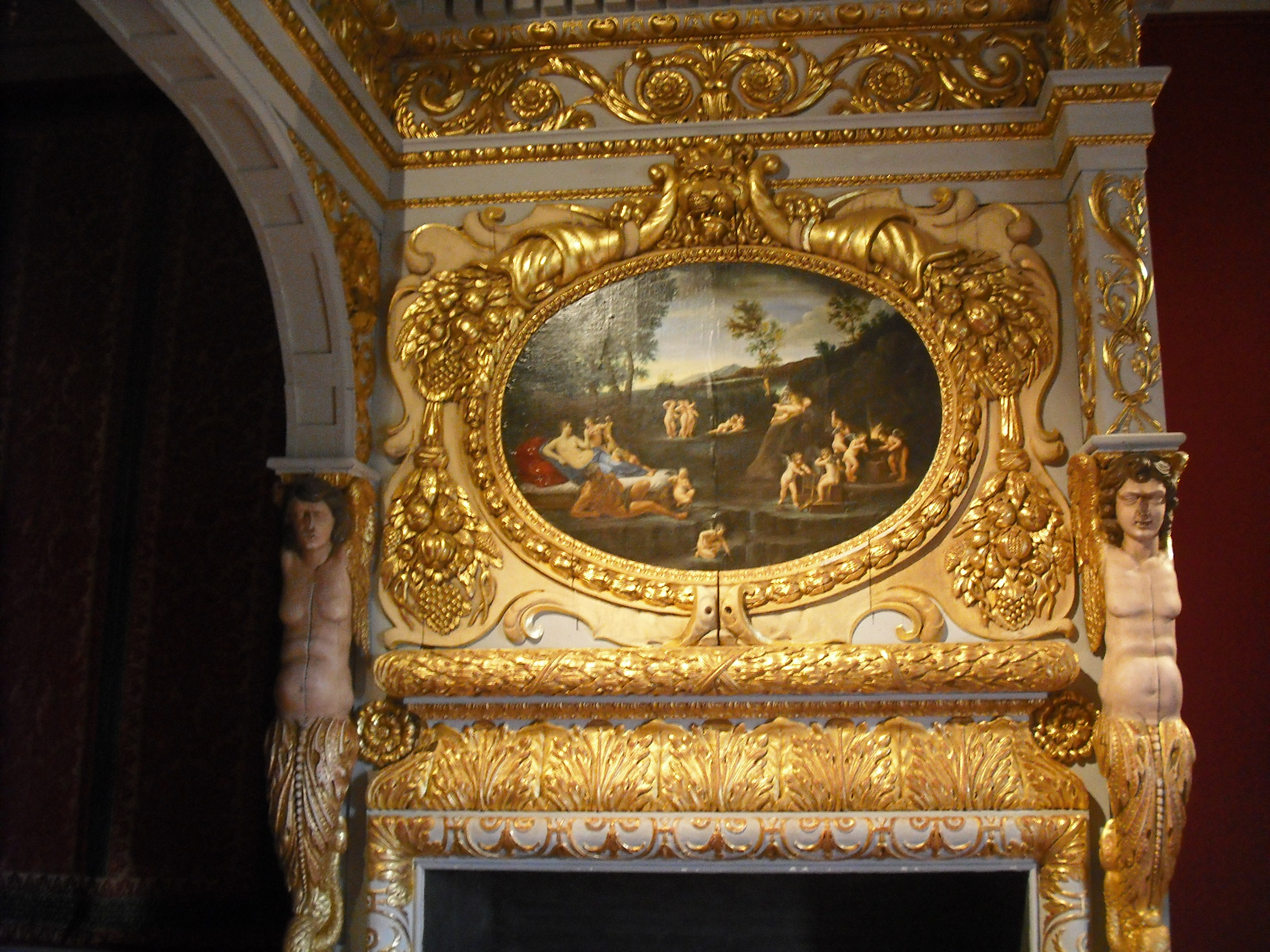
Die Chambre dorée aus dem 17. Jahrhundert.

### Neuzeit
Châteaubriant gehörte dem Haus Montmorency bis 1632, als Henri II. de Montmorency enteignet und wegen Treubruch geköpft wurde. Die Baronie ging an die Fürsten von Condé über, die sie bis zur Französischen Revolution behielten.
Die Condés verbesserten das Schloss geringfügig, z. B. durch die Neugestaltung einiger Räume wie der Chambre dorée im Jean-de-Laval-Flügel, die nach 1632 dekoriert wurde. Die Fürsten wohnten jedoch nicht in Châteaubriant, sondern im Schloss Chantilly und in ihrem Hôtel particulier in Paris. Durch die Abwesenheit der Montmorency und später der Condé erlangte die Stadtverwaltung eine gewisse Unabhängigkeit, obwohl die Fürsten weiterhin lokale Beamte im Schloss hatten.
Das Dach des Bergfrieds stürzte nach einem Sturm um 1720 ein. Das Gebäude wurde danach nicht mehr restauriert und verfiel langsam.

### Seit der Revolution
Der Fürst Louis V. de Bourbon-Condé war einer der ersten Adligen, die während der Französischen Revolution ins Exil gingen. Er verließ Frankreich im Jahr 1789 in Richtung England. Die Garde nationale der Stadt siedelte sich im Schloss an, das auch verschiedene Warenlager und eine Polizeistation beherbergte. Mehrere Teile der Gebäude und Höfe wurden verkauft oder an Einheimische vermietet, und der Wassergraben teilweise zugeschüttet.
Während der Bourbonischen Restauration wurde das Anwesen nach und nach an den Fürsten von Condé zurückgegeben. Dieser beschloss jedoch schließlich, es zu verkaufen. Die Stadtverwaltung, die Gebäude für ihr Gefängnis, ihr Gericht und ihre Dienststellen benötigte, wollte das Schloss erwerben, doch der Fürst wollte sich nicht mit der Verwaltung auseinandersetzen, so dass der Bürgermeister das Anwesen selbst kaufte. Er überließ das untere Torhaus dem Département, das es in ein Gefängnis umwandelte, und verkaufte den Rest an die Stadtverwaltung. Der Bürgermeister Martin Connesson behielt ebenfalls einen Teil des Anwesens und baute 1822 ein neues Haus darauf.
Im Jahr 1839 erwog der Gemeinderat, den Bergfried abzureißen, um dessen Steine für den Bau einer Schule und einer Brücke zu verwenden. Dieses Projekt stieß auf starken Widerstand und das Schloss wurde 1840 in die erste Liste der historischen Denkmäler aufgenommen.
Die Stadt konnte das Schloss nicht instand halten und verkaufte es 1845 an den Herzog von Aumale. Der Herzog ließ sich in dem vom Bürgermeister Martin Connesson erbauten Haus nieder und renovierte es. Als Sohn von Louis-Philippe I. folgte er seinem Vater nach der Revolution von 1848 nach England und verkaufte das Schloss 1853 an das Département Loire-Atlantique. Die Unterpräfektur zog 1854 dorthin um, und das Haus von 1822 wurde zur Residenz des Unterpräfekten. Die Polizeistation, das Gericht und das Gefängnis, die nach dem Erwerb des Anwesens durch den Herzog von Aumale an einen anderen Ort verlegt wurden, kamen 1855 zurück.
1887 beantragte das Département die Streichung des Schlosses aus der Liste der historischen Denkmäler, da es sich die erforderlichen Reparaturen nicht leisten konnte. Nach 1909 wurden jedoch mehrere Restaurierungskampagnen durchgeführt, insbesondere am Bergfried. Das Schloss wurde schließlich 1921 wieder in die Liste aufgenommen. 1944 wurde der südliche Teil des Renaissance-Schlosses bei einem amerikanischen Bombenangriff zerstört.
In den 1960er Jahren und nach dem Jahr 2000 wurden umfangreiche Restaurierungsarbeiten durchgeführt, dennoch wurde das Schloss nie vollständig für Besucher geöffnet, die lediglich Zugang zu den Gemächern und einigen Sälen wie der Chambre dorée und dem Bâtiment des Gardes haben, in dem Ausstellungen stattfinden. Nach 1970 wurden jedoch nach und nach alle Verwaltungsdienste geschlossen. So zog die Polizeistation 1971 aus, die öffentliche Bibliothek folgte 2006, die Unterpräfektur 2012 und das Gericht wurde 2009 geschlossen. Das von Martin Connesson erbaute Haus ist jedoch nach wie vor die Residenz des Unterpräfekten.

## Architektur

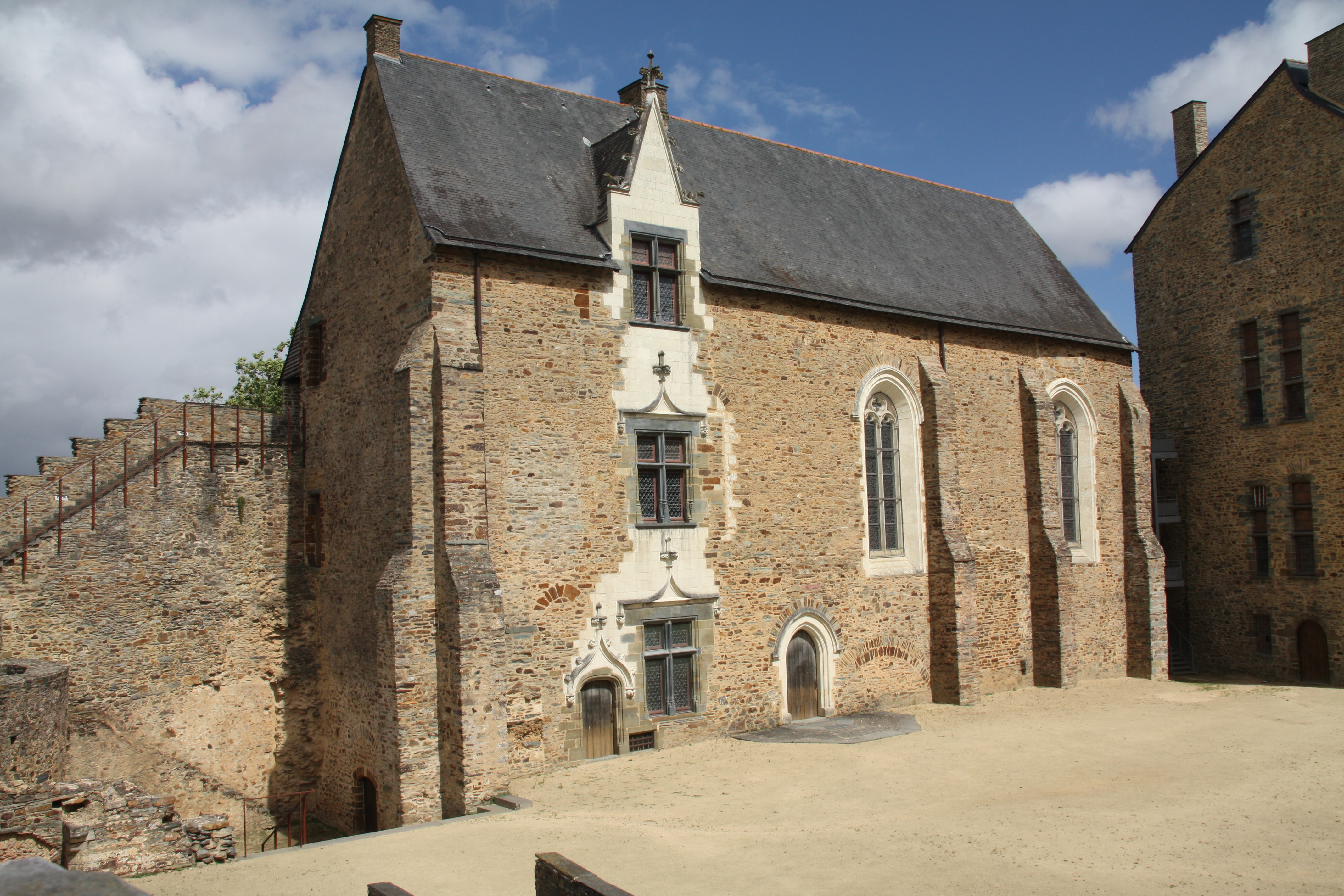
Die Kapelle

### Das Schloss
Das Schloss ist in einen oberen und einen unteren Burghof unterteilt. Die Vorburg im Süden wird durch ein Torhaus aus dem 14. Jahrhundert, den Pavillon des Champs, geöffnet, der den Haupteingang für die gesamte Burg darstellt. Der obere Burghof ist vom unteren aus durch ein zweites Tor zugänglich. Er befindet sich auf dem höchsten Punkt, der die Chère überragt, und wird von den herrschaftlichen Gebäuden begrenzt: den beiden Sälen und der Kapelle.
Der Bergfried befindet sich sowohl auf der oberen als auch auf der unteren Ebene und beherrscht ebenfalls die Chère. Er wurde um 1100 aus Stein an der Stelle der ursprünglichen Motte errichtet. Später, im 14. Jahrhundert, wurde er wieder aufgebaut und verfiel im 18. Jahrhundert. Er bildet ein unregelmäßiges Viereck, seine Mauern sind 18 m lang und 3,5 m dick. Auf der Spitze sind noch Reste der Maschikuli zu sehen. Die beiden Säle stehen im Winkel zum Bergfried. Sie wurden im 14. Jahrhundert wiederaufgebaut, und die Öffnung neuer Fenster nach der Guerre folle änderte nichts an ihrem strengen Aussehen. Der kleine Saal, der teilweise zerstört wurde, hat ein eigenartiges Dach, das einer flachen Zwiebelturm ähnelt und um 1562 entstand. Das Ergebnis ist etwas unbeholfen und stellt nur einen experimentellen Versuch dar.

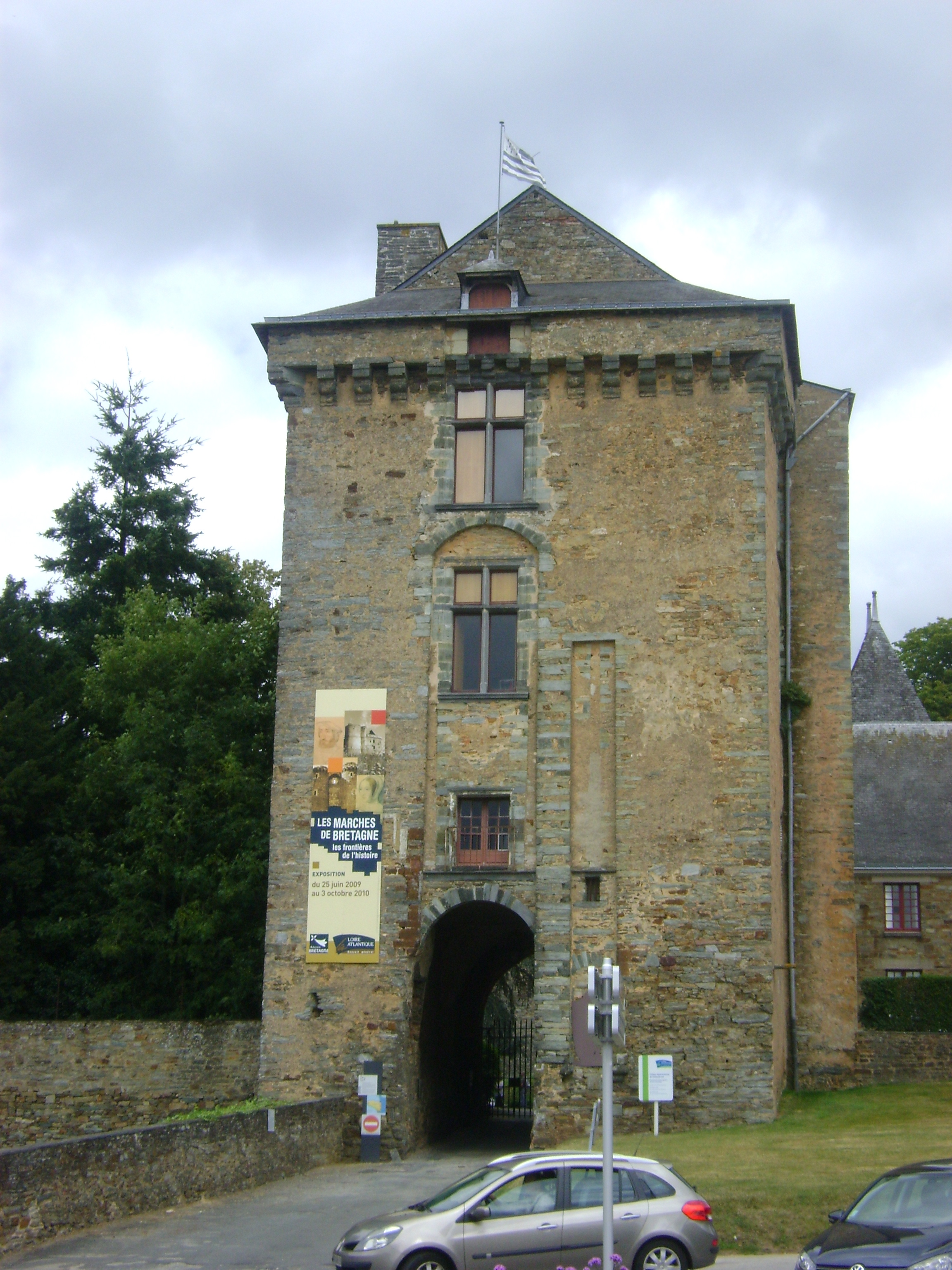
Der Pavillon des Champs

Die in der Nähe des kleinen Saals gelegene Kapelle wurde um 1142 erbaut und im 13. Jahrhundert renoviert. Einige hundert Jahre später wurde sie in zwei Teile geteilt und der westliche Teil wurde zum Haus des Kaplans umfunktioniert. Das Bauwerk ist romanisch, doch wurden im 16. Jahrhundert gotische Fenster hinzugefügt. Die Fenster des Kaplanshauses bilden ein einziges Joch, das mit einer gotischen Dachgaube abschließt. Bei archäologischen Ausgrabungen wurden Wandmalereien und Bodenfliesen aus dem 15. Jahrhundert entdeckt.
Das Torhaus ist teilweise verfallen, aber seine beiden Türme sind noch vorhanden. Es ist aus Sandstein mit abwechselnden Linien aus Schiefer gebaut. Teile der Ringmauer und des Wehrgangs sind noch erhalten.
Der Pavillon des Champs, der den unteren Burghof öffnet, hatte ursprünglich eine Zugbrücke. Seine hintere Hälfte stammt aus dem 14. Jahrhundert, die vordere aus dem 16. Jahrhundert.

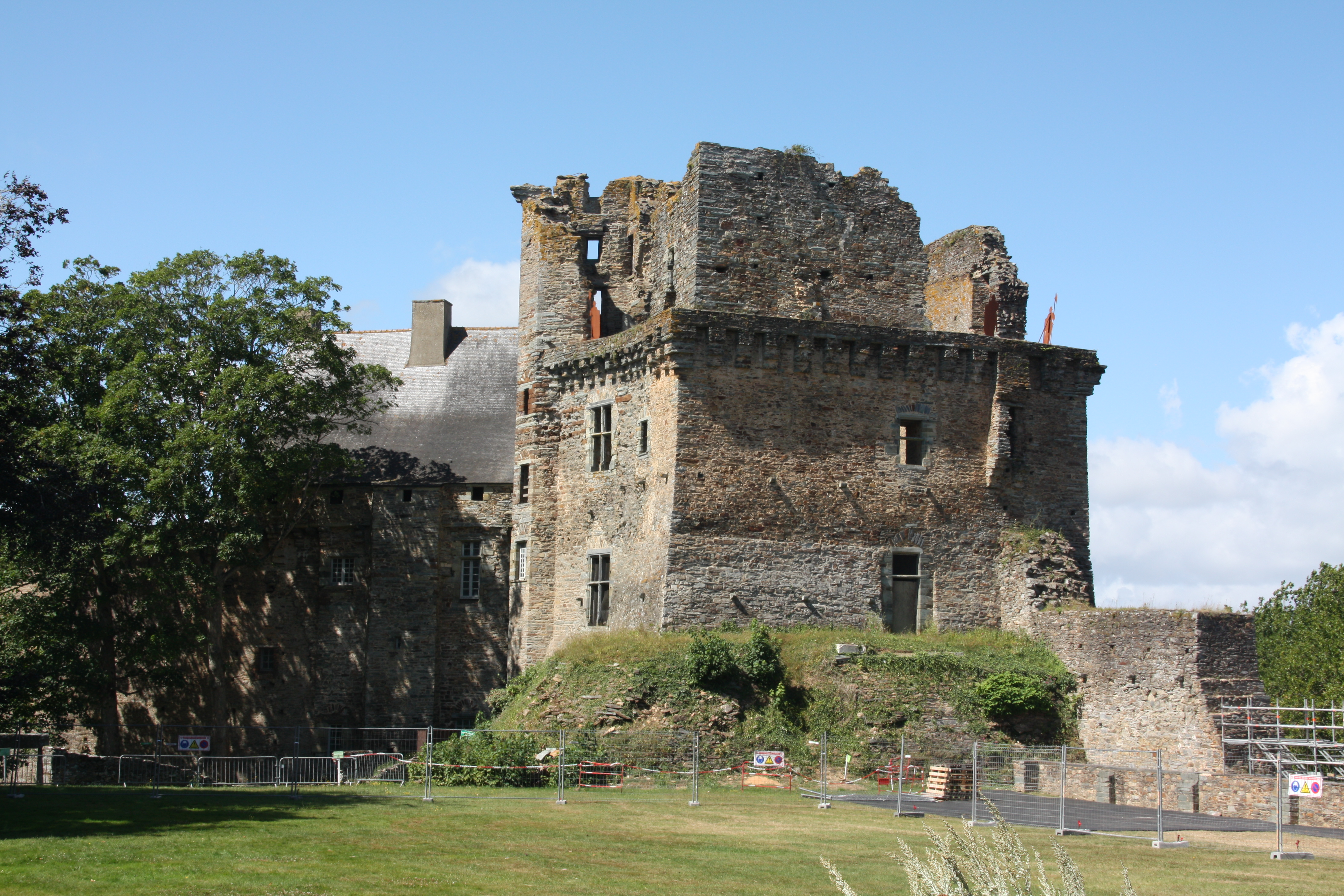
Der Bergfried und die große Halle (links hinter den Bäumen)
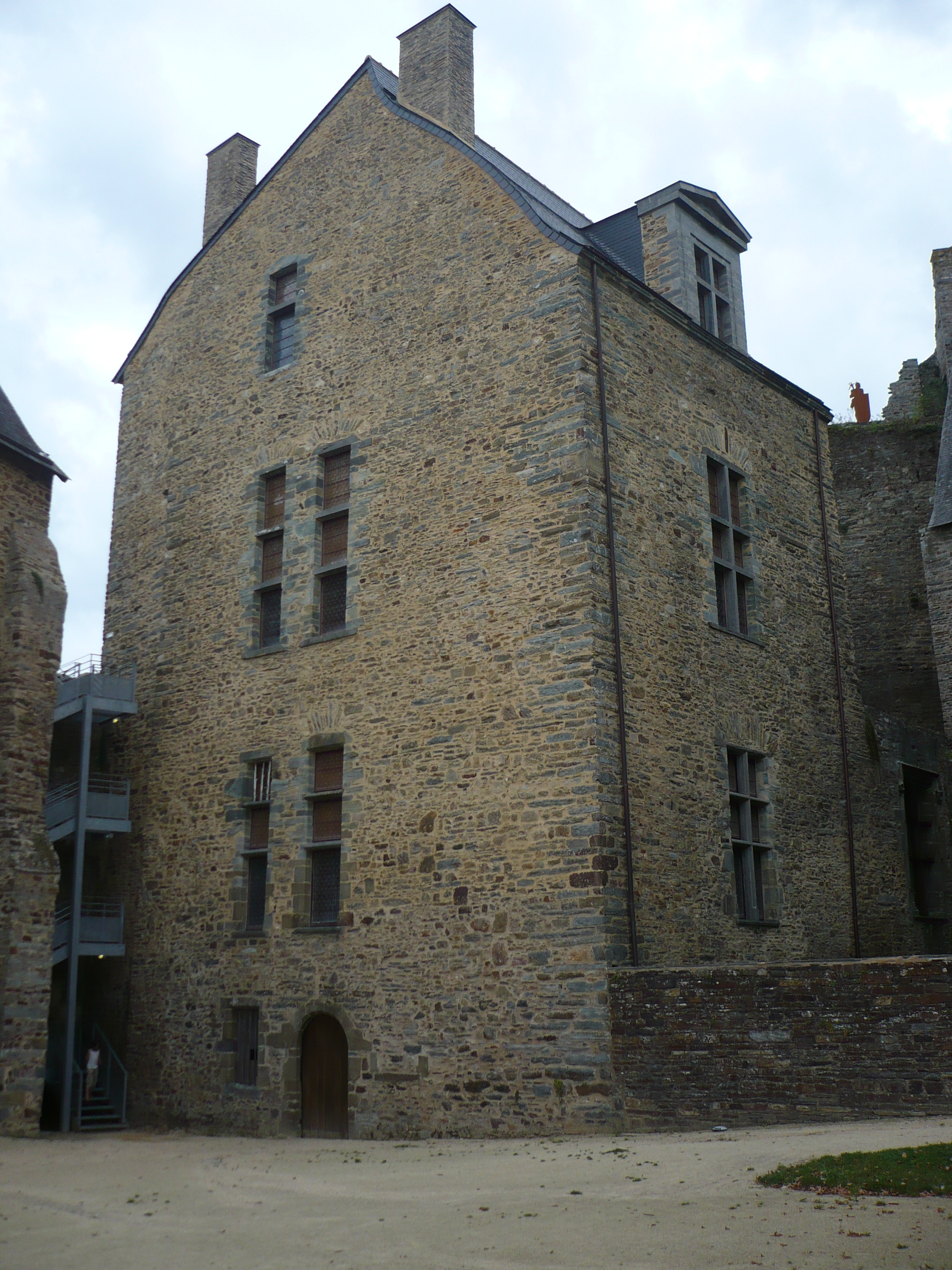
Die kleine Halle
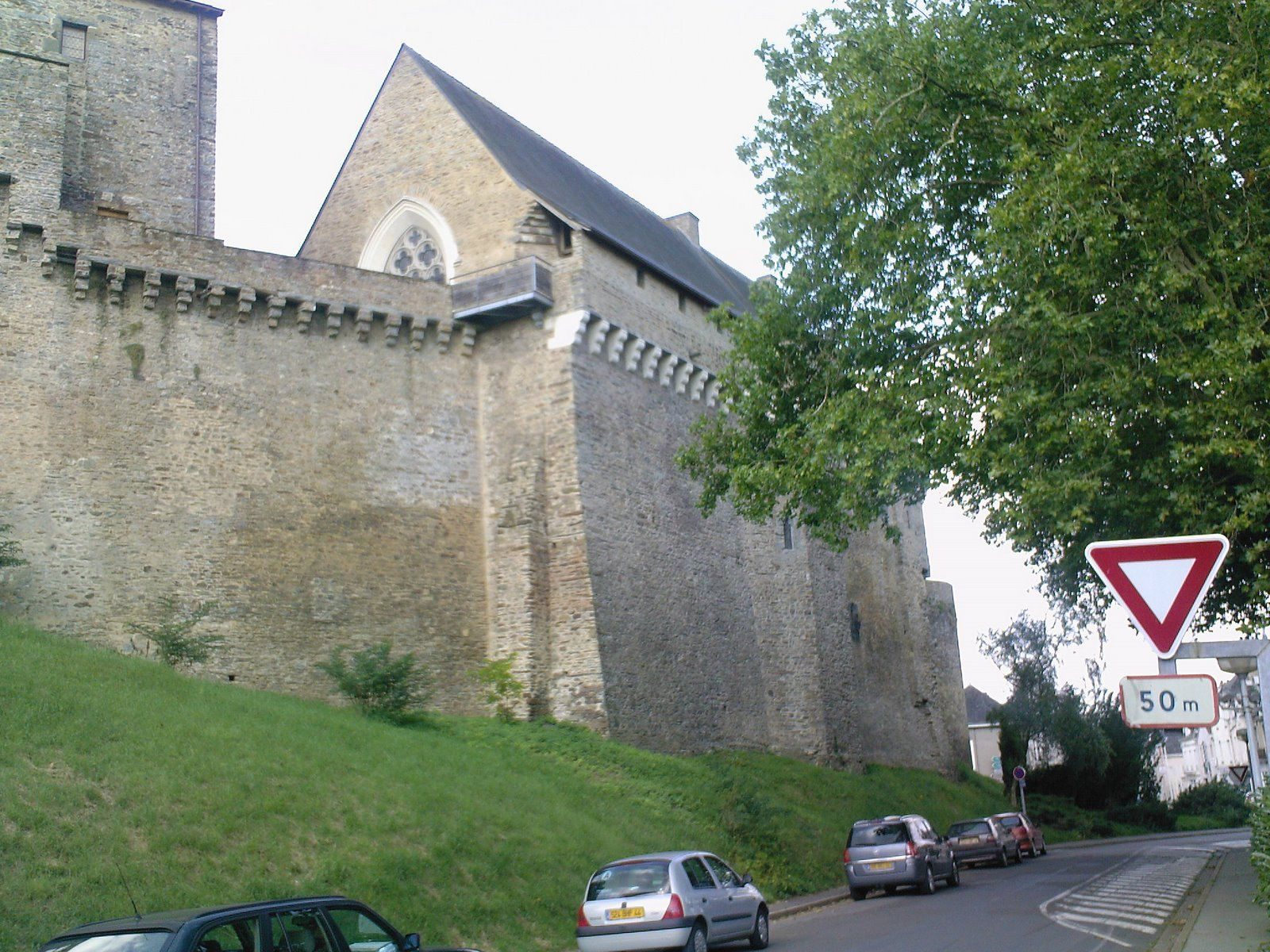
Die Kapelle von außerhalb der Burg gesehen
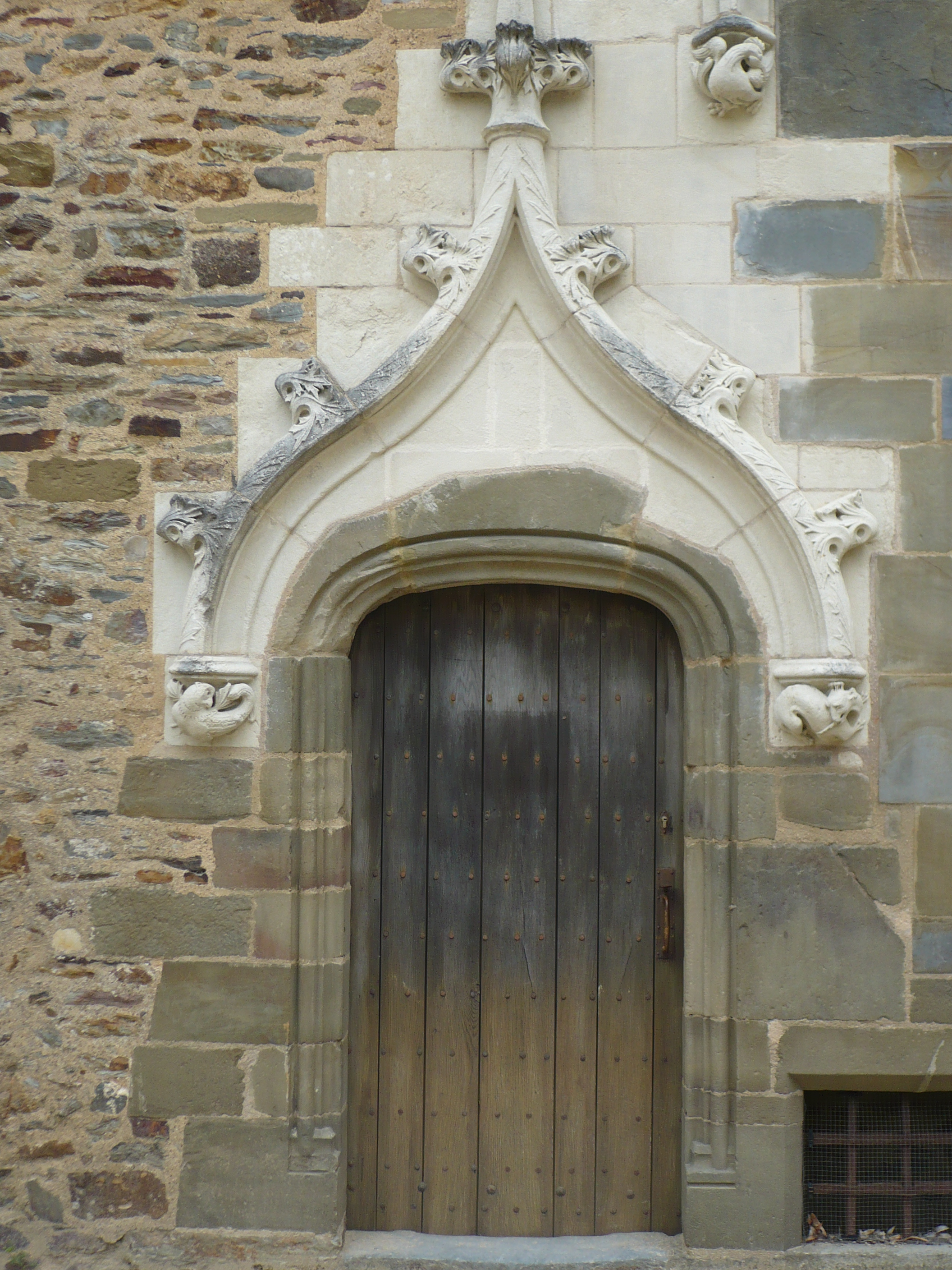
Die Tür zum Haus des Kaplans

### Das Renaissanceschloss
Das Renaissanceschloss befindet sich in der unteren Ebene. Er besteht aus einer Reihe von Gebäuden, die auf der Ringmauer errichtet wurden, wobei eine Galerie einen Winkel bildet.

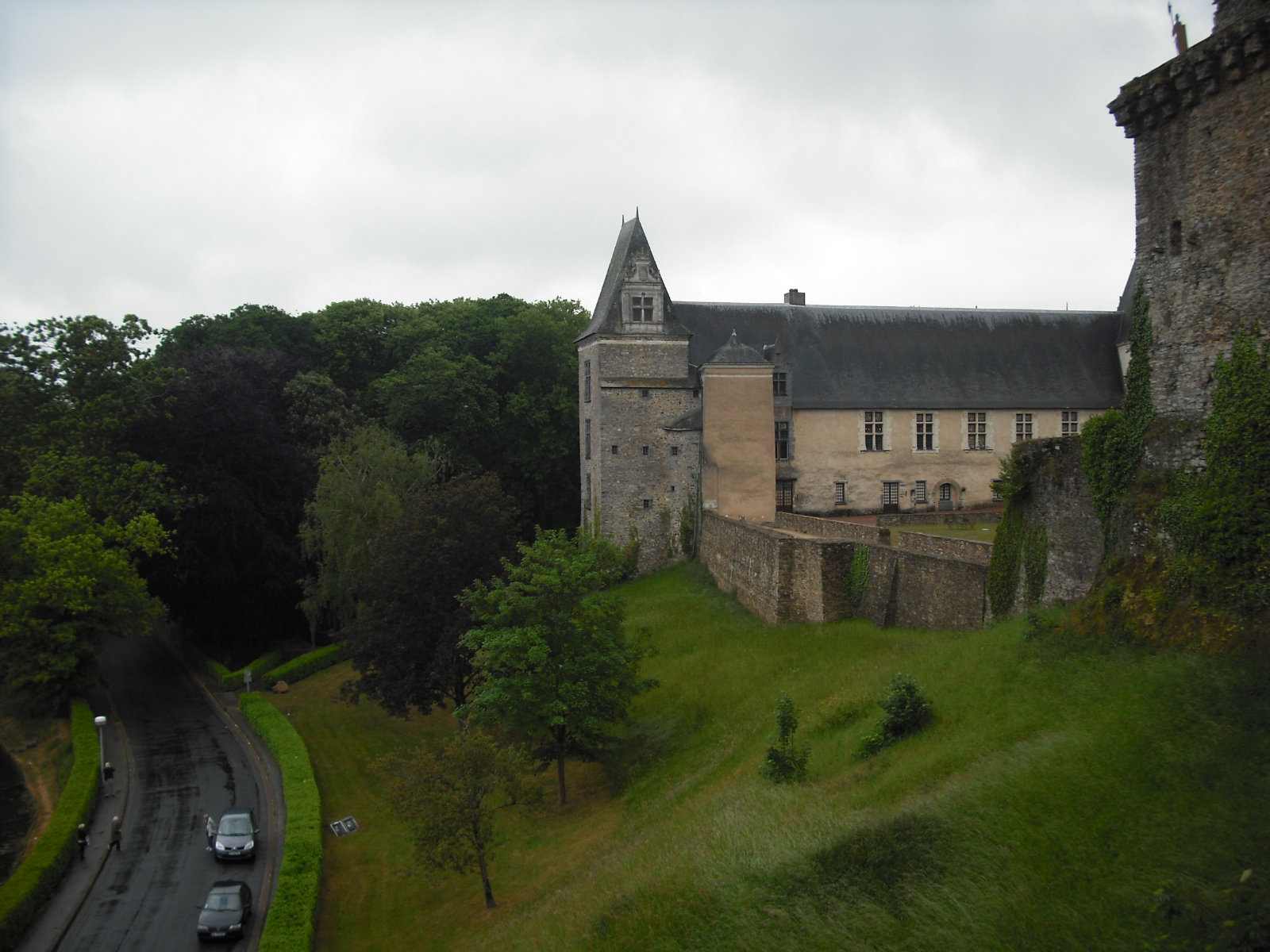
Der Bâtiment des Gardes und die Ringmauer vom oberen Hof aus gesehen

Der Bâtiment des Gardes ist das älteste Renaissance-Gebäude und zugleich das am wenigsten dekorierte. Es wurde um 1500 erbaut. Sein Schieferdach ist steil und so hoch wie die Fassade selbst, was dem Ganzen ein massives Aussehen verleiht. Die Fassade wird durch große, regelmäßig angeordnete Fenster im ersten Stock und kleine, unregelmäßige Türen und Fenster im Erdgeschoss geöffnet. Die Fassade an der Grabenseite wird von zwei mittelalterlichen Türmen eingerahmt, die durch neue große Fenster geöffnet wurden.
Die Mauern sind sehr dick und im Inneren sind die Räume in der Regel sehr groß. Im Erdgeschoss ist die Salle verte, der Hauptsaal, 30 m lang und 10 m breit. Er ist auch 10 Meter hoch und sein monumentaler Kamin ist zwei Meter breit. Der örtliche Blauschiefer wurde hauptsächlich als Ziermaterial verwendet; er ist vor allem an den Decken, Kaminen und um die Fenster herum zu sehen.

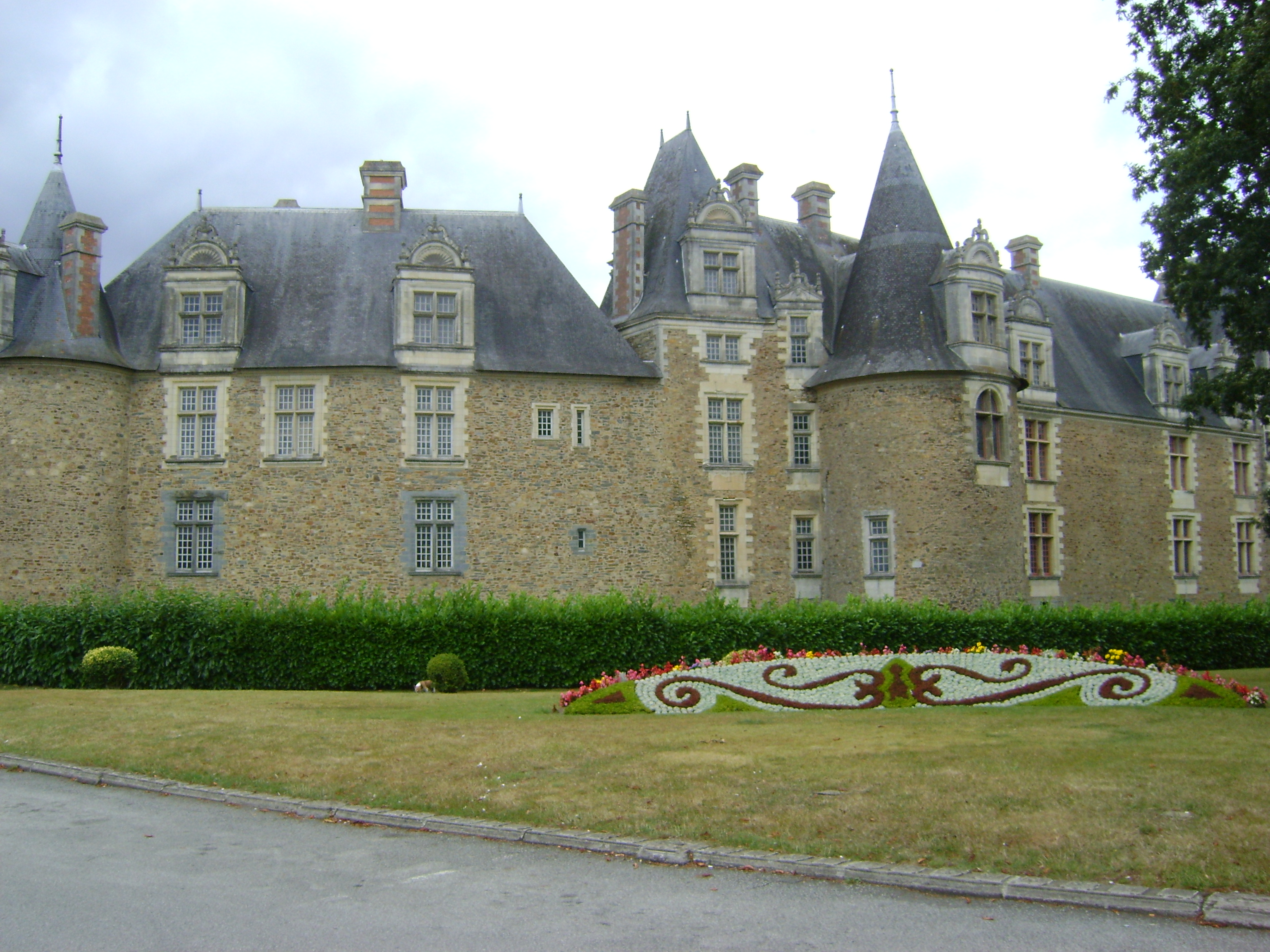
Der Jean-de-Laval-Flügel vom Burggraben aus gesehen; rechts der Françoise-de-Foix-Turm

### Der Jean-de-Lava-Flügel
Der Jean-de-Laval-Flügel wurde von Jean Delespine, einem lokalen Architekten, entworfen und nach 1532 erbaut. Zu dieser Zeit hatte sich die französische Architektur stark verändert: die mittelalterlichen Elemente, die zu Beginn des 16. Jahrhunderts noch in Gebrauch waren, wurden zugunsten italienischer Entwürfe völlig verworfen. So unterscheidet sich der Jean-de-Laval-Flügel völlig vom Bâtiment des Gardes. Er öffnet sich zur Vorburg hin durch große Fenster, die von Tuff-Pilastern und kleinen Nischen eingefasst sind, und verfügt über italienisch geformte Dachgauben. An der Außenfassade hat der Architekt die mittelalterlichen Mauern und Türme wiederverwendet und sie mit großen Fenstern und Gauben geöffnet. Obwohl das Gebäude sehr italienisch gestaltet ist, wurden einige typisch französische Merkmale beibehalten, wie z. B. das steiles Schieferdach und die hohen Schornsteine. Der Entwurf ist auch in einigen Details chaotisch, zum Beispiel sind die Fenster nicht vollkommen regelmäßig und einige von ihnen stehen zu dicht beieinander. Tuffstein, der auf den Schlössern im Loire-Tal sehr verbreitet ist, weil er dort leicht zu finden ist, musste nach Châteaubriant importiert werden und wurde nur zu Zierzwecken verwendet. Stattdessen wurden die Mauern aus lokalem Sandstein errichtet und die Fassade auf der Vorburg mit einem weißen Anstrich versehen. Für die Nischen wurde ebenfalls lokaler Blauschiefer verwendet, und bei den Schornsteinen wechseln sich Tuffstein und Ziegel ab.
An der Anschluss vom Jean-de-Laval-Flügel und dem Bâtiment des Gardes wurde eine monumentale Treppe gebaut. Sie diente als Haupteingang und ihr erstes Stockwerk ist durch eine Loggia geöffnet. Die Treppe wurde aus Tuffstein gebaut und ihre Gewölbe sind mit kleinen Schieferkassetten verziert.
Die Chambre dorée, der einzige für Besuchern zugängliche Raum, befindet sich im ersten Stock. Er wurde in den 1630er Jahren mit roten Wandteppichen und barocken Skulpturen dekoriert. Besonders reichhaltig ist die Kaminverkleidung mit einem Ölgemälde auf Leinwand und goldenen Füllhörnern.

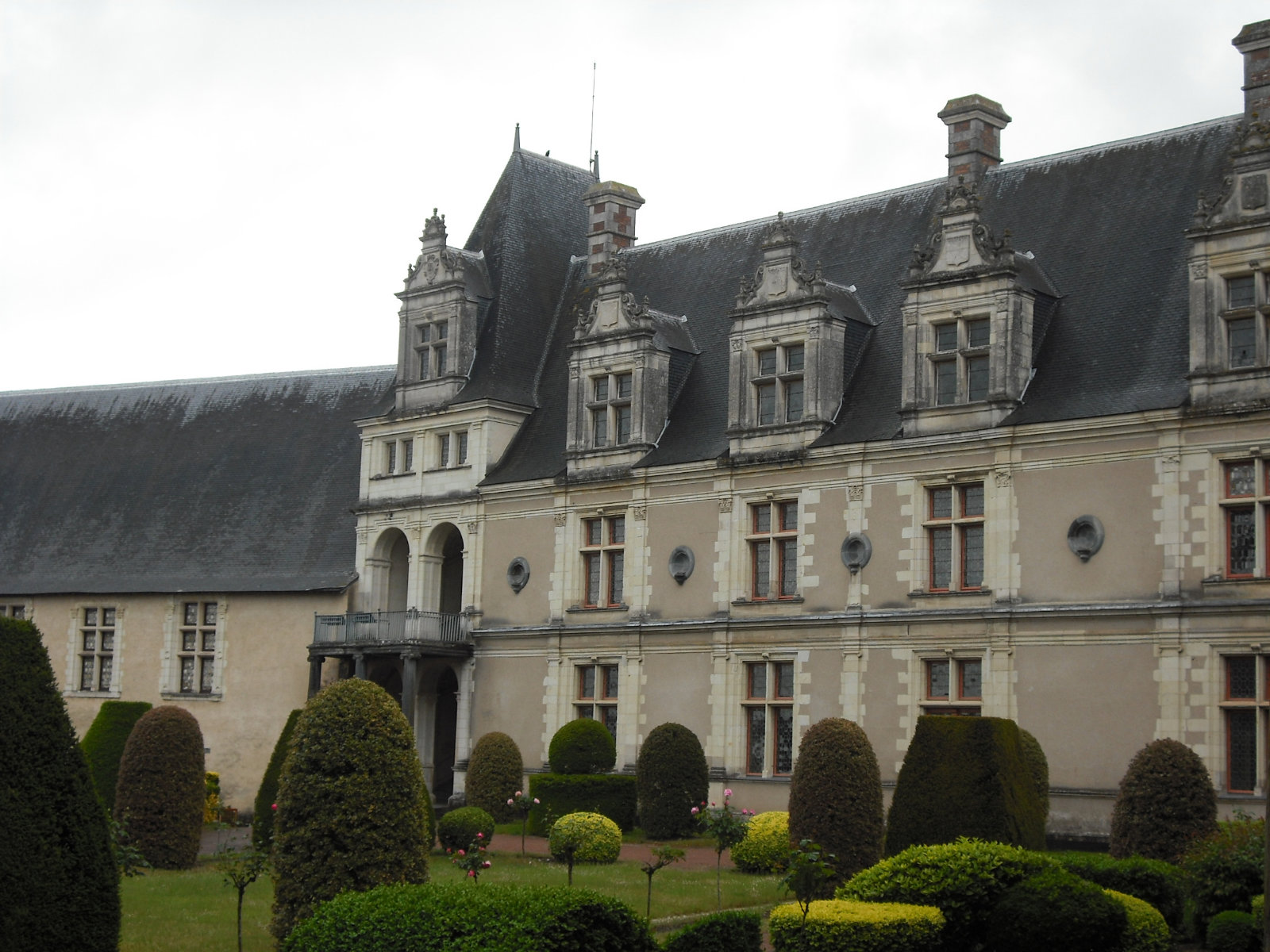
Der Jean-de-Laval-Flügel; links das Treppenhaus
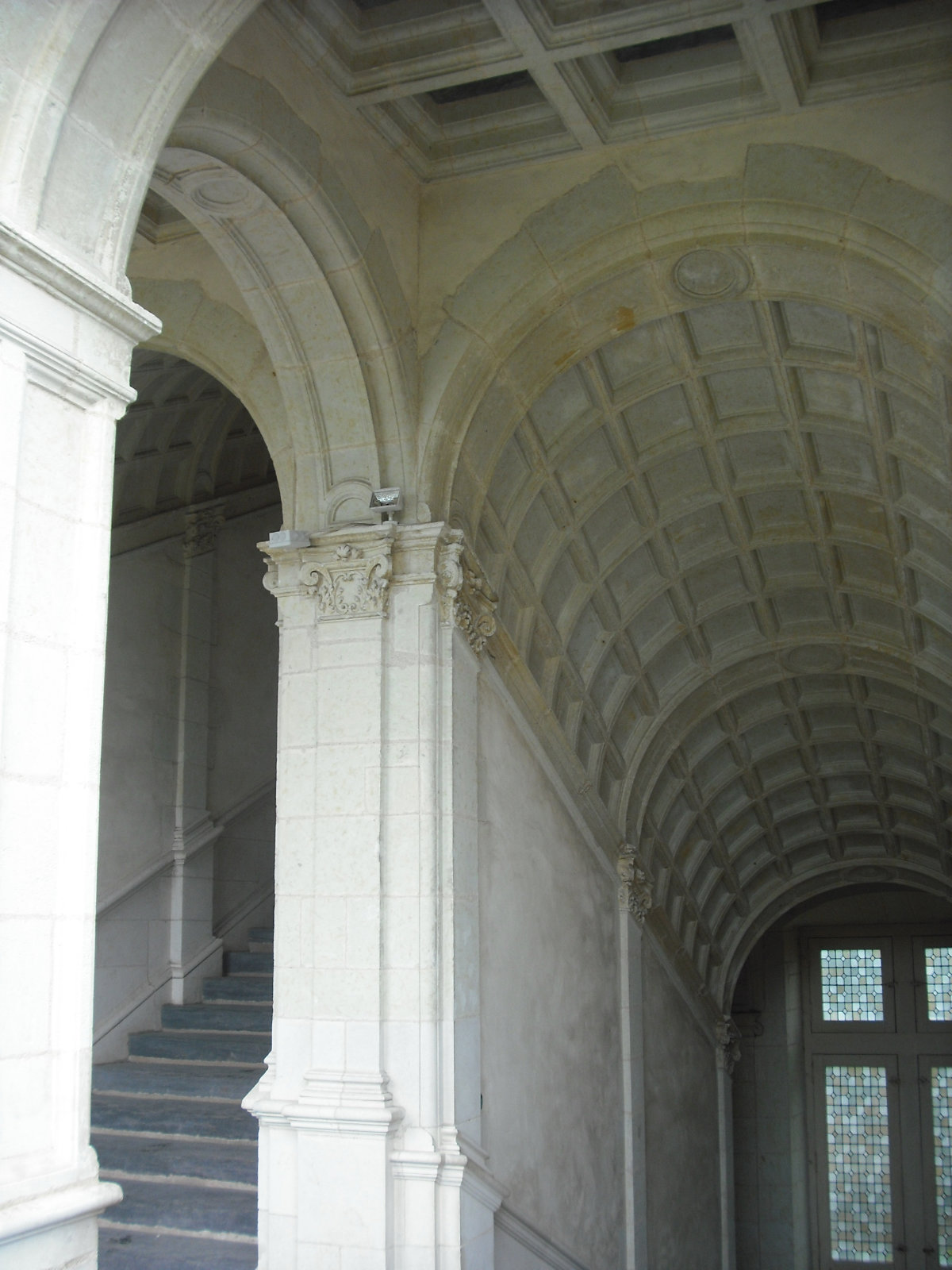
Das Gewölbe des Treppenhauses
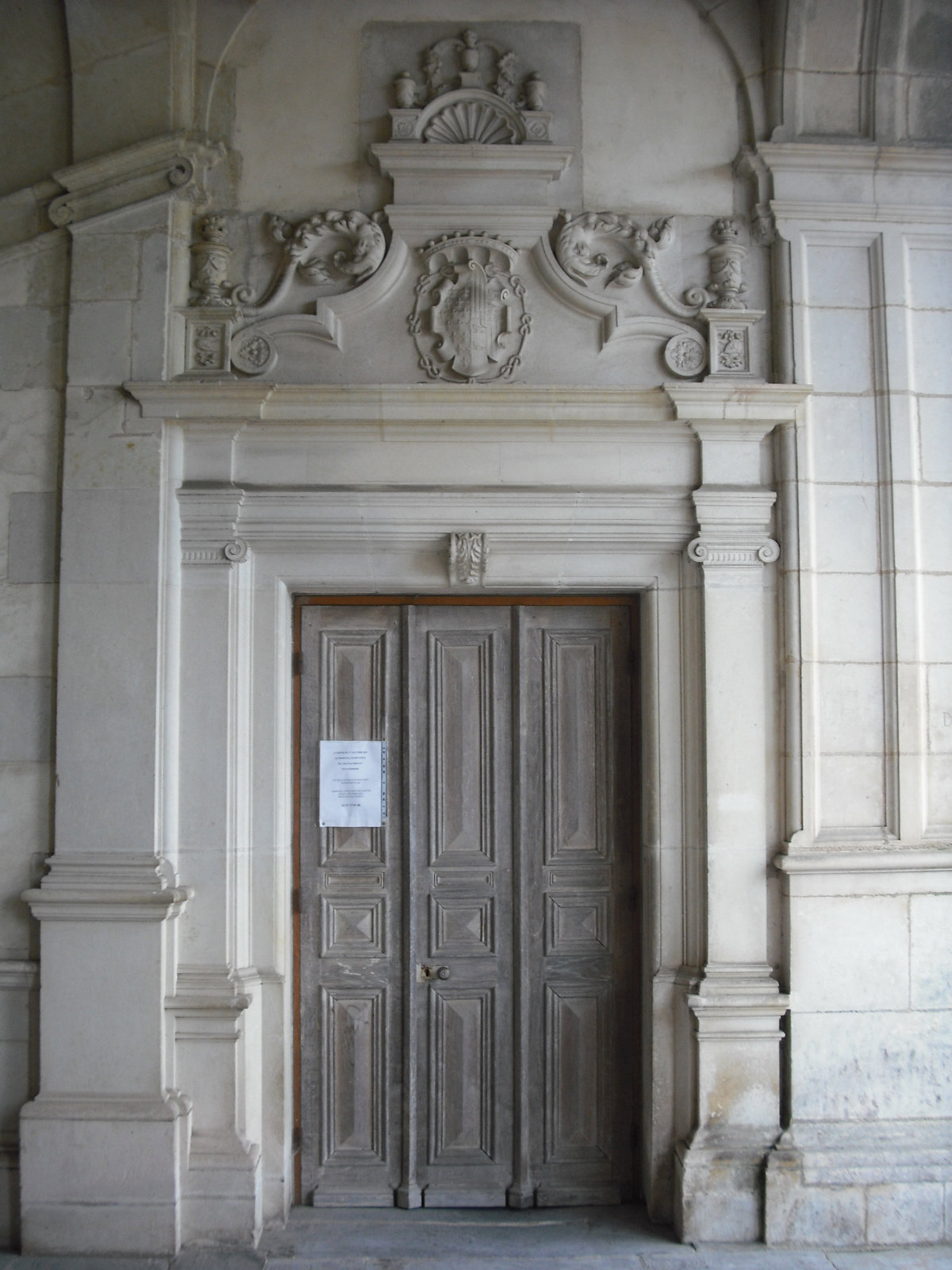
Eine Tür im Treppenhaus

### Die große Galerie

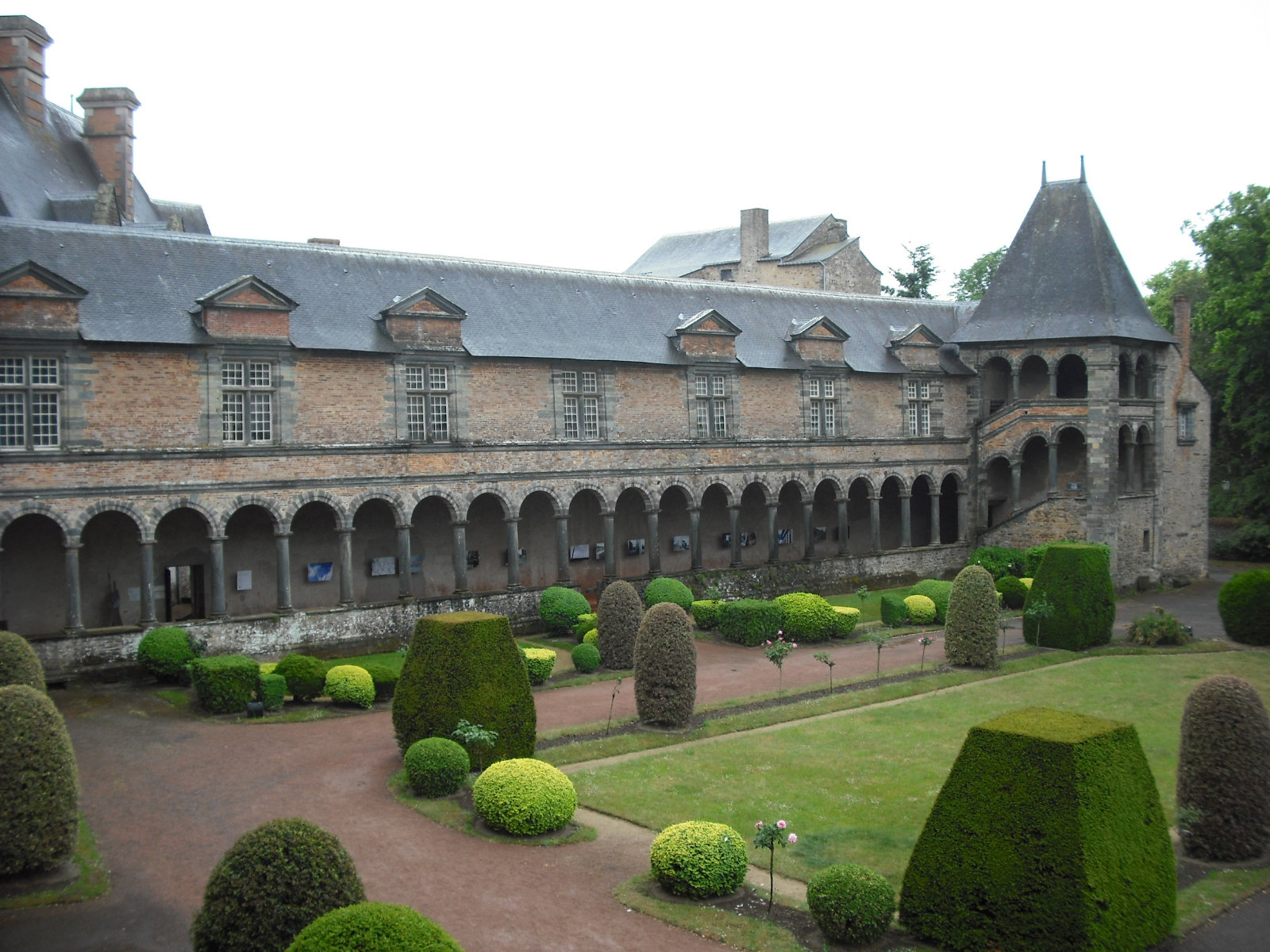
Die große Galerie und ihr Pavillon

Die große Galerie schloss ursprünglich den Garten vor dem Jean-de-Laval-Flügel ab und verband ihn mit dem Bergfried. Nur ein Flügel ist erhalten geblieben, aber einige Überreste wie Säulen sind noch im Garten zu sehen. Der übrige Teil besteht aus zwei Stockwerken und die Wände sind aus roten Ziegeln, während die dekorativen Details aus blauem Schiefer bestehen. Die Kombination dieser beiden Materialien ist selten und verleiht dem Gebäude ein malerisches Aussehen. Das Erdgeschoss ist eine Loggia, die durch 21 Bögen mit dorischen Säulen geöffnet ist. Der erste Stock wird durch große Fenster mit kleinen Giebeln geöffnet. Dieses Stockwerk ist über eine Treppe zugänglich, die sich in einem angrenzenden Pavillon befindet.

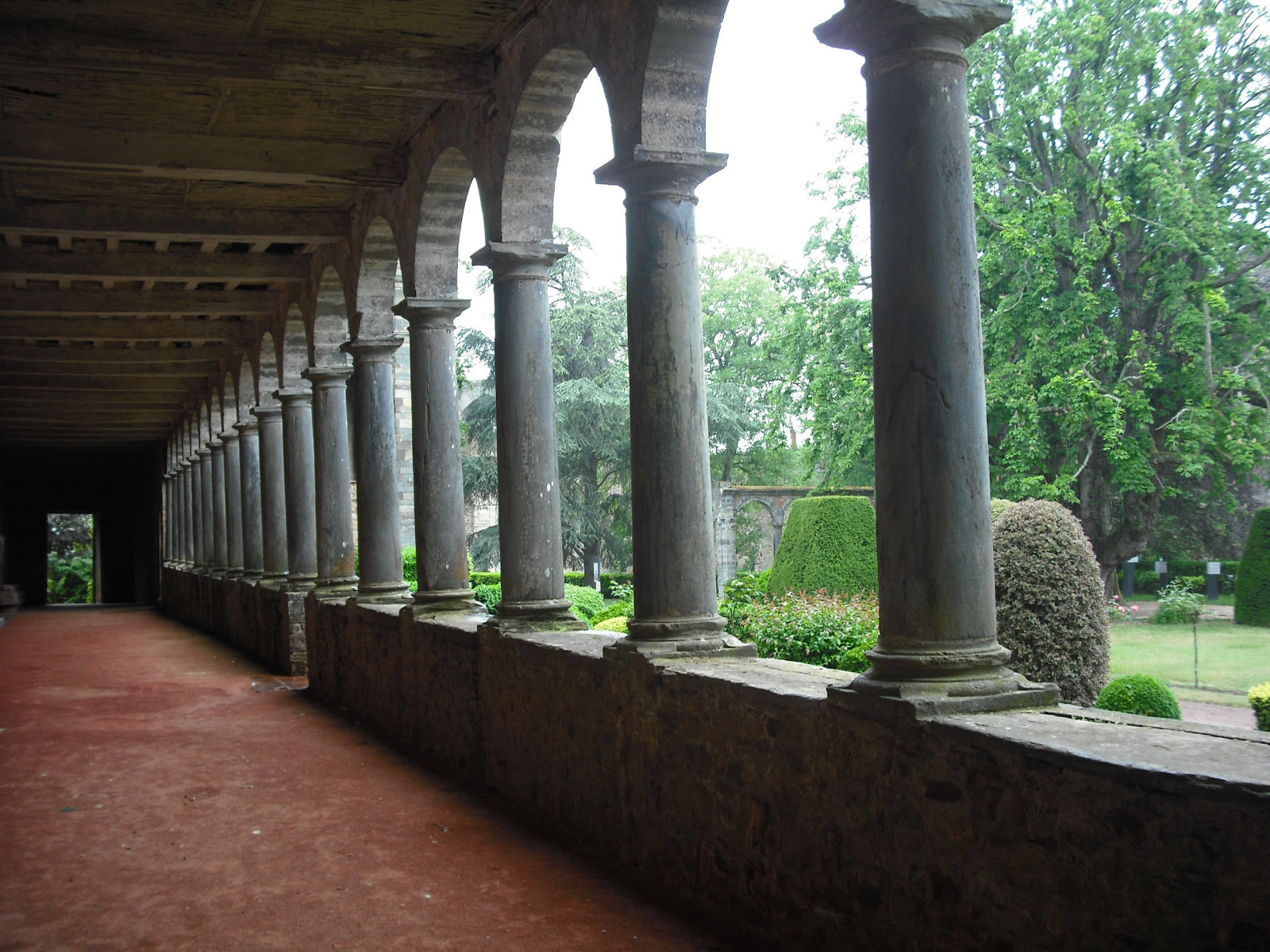
Die Galerie.
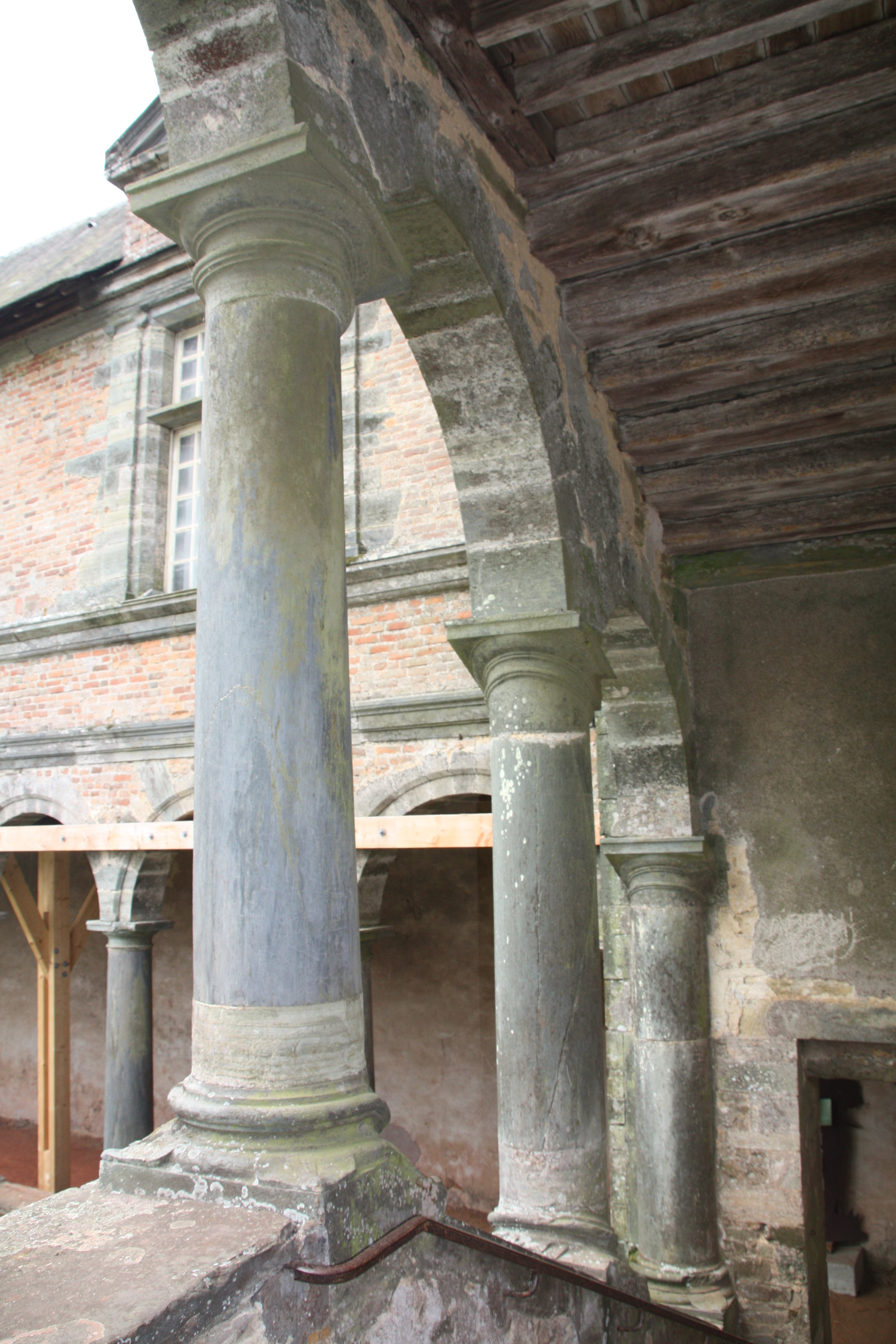
Blick vom Pavillon aus

## Legenden
Zwei Legenden werden mit dem Schloss in Verbindung gebracht. Die erste handelt von Sybille, der Frau von Geoffroy IV. de Châteaubriant, der 1252 auf Kreuzzug ging. Er wurde 1250 in Ägypten eingekerkert und das französische Heer wurde dort von der Pest vernichtet. Im selben Jahr wurde in Châteaubriant der Tod von Geoffroy bekannt gegeben, und Sybille begann, um ihn zu trauern. Er sollte jedoch einige Monate später zurückkehren und aufgrund des Schocks sei Sybille in seinen Armen zusammengebrochen.
Die zweite Legende handelt von Jean de Laval und seiner Frau Françoise de Foix. Sie verlobten sich 1505 mit der Unterstützung von Anne de Bretagne, Herzogin der Bretagne und Königin von Frankreich. Nach dem Tod von Anne und ihrem Ehemann Ludwig XII. von Frankreich bat der neue König Franz I. Jean de Laval an seinen Hof, um ihn bei der Annexion der Bretagne durch Frankreich zu unterstützen. Françoise de Foix folgte ihrem Mann und wurde die Hofdame der Königin Claude de France sowie die Mätresse von Franz I. Jean kämpfte in den Italienischen Kriegen und wurde 1531 Gouverneur der Bretagne. Françoise de Foix wurde ihrerseits 1525 vom Hof verwiesen.
Sie starb am 16. Oktober 1537 in der Nacht, und schnell verbreiteten sich Gerüchte über ein Attentat. Sie besagen, dass Françoise von ihrem Ehemann aus Eifersucht auf ihre Beziehung zum König getötet wurde. Einigen Gerüchten zufolge soll Jean de Laval seine Frau in einem Zimmer eingesperrt und sie später vergiftet oder getötet haben. Seitdem findet jeden 16. Oktober um Mitternacht eine Geisterprozession im Schloss statt. Die Chambre dorée wurde oft als der Ort dargestellt, an dem Françoise gestorben ist, aber der heutige Raum stammt erst aus dem 17. Jahrhundert.